# Панфілово (Велізький район)
Панфілово (рос. Панфилово) — присілок Велізького району Смоленської області Росії. Входить до складу Будницького сільського поселення.
Населення — 15 осіб (2007 рік). 